# Todoroki-Kujūku-Wasserfälle

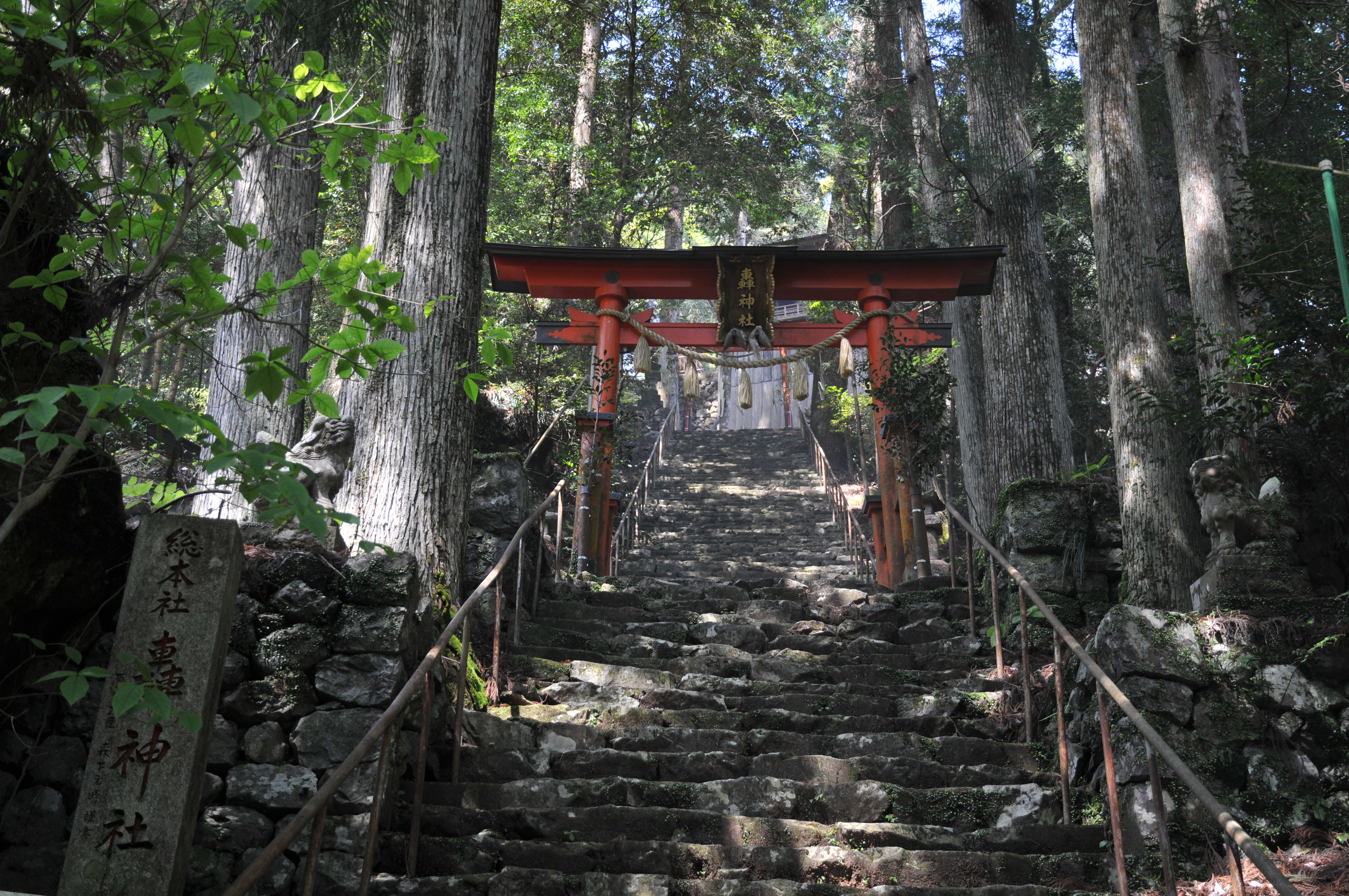
Stufen zum Todoroki-Schrein

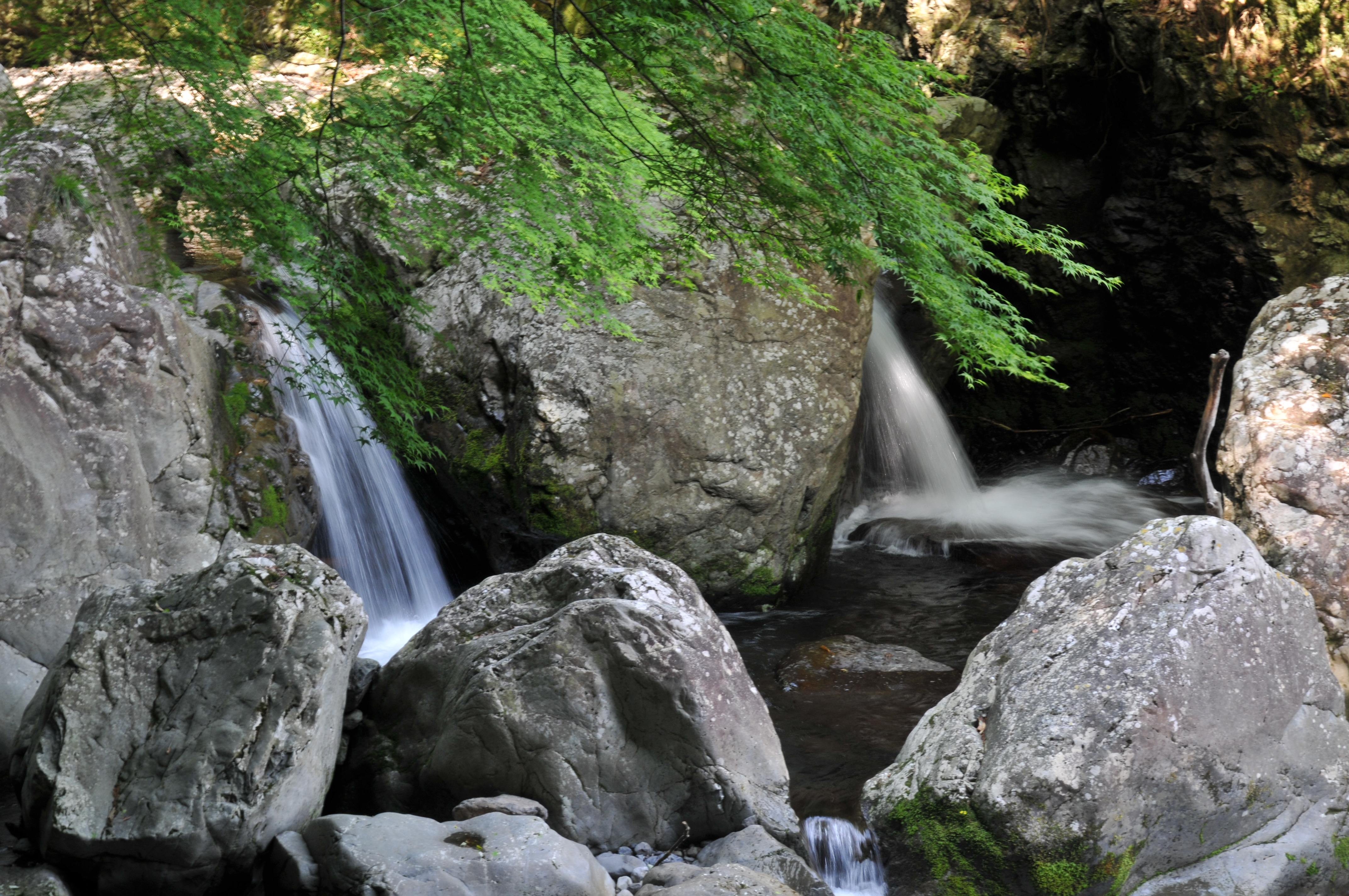
Kleinere Wasserfälle

Die Todoroki-Kujūku-Wasserfälle (japanisch 轟九十九滝 Todoroki-kujūku-taki, „99 donnernde Wasserfälle“) liegen in der japanischen Präfektur Tokushima. Mit einer Fallhöhe von 58 Metern ist der Todoroki-Hon-Wasserfall der größte der Präfektur. Stromaufwärts des Hauptwasserfalls gibt es eine Reihe von Wasserfällen unterschiedlicher Größe, die zusammen mit diesem als Todoroki-Kujūku-Wasserfälle bezeichnet werden. Sie liegen am Kareitani (王余魚谷川 Kareitani-gawa), einem Zufluss des Kaifu (海部川 Kaifu-gawa), der bei der Stadt Kaiyō (海陽町 Kaiyō-chō) in die Philippinensee mündet.
Die benötigte Zeit vom Todoroki-Hon-Wasserfall bergauf zum Nabewari-Wasserfall beträgt zu Fuß etwa eine Stunde.
Beim Todoroki-Schrein-Herbstfest am zweiten Sonntag im November findet ein Shintō-Ritual mit einem Mikoshi im Wasserfallbecken statt.
Die Todoroki-Kujūku-Wasserfälle sind Teil der 1990 vom Umweltministerium aufgestellten Liste der Top-100-Wasserfälle Japans. Weitere ausgewählte Wasserfälle in der Präfektur sind der Amagoi-Wasserfall und der Ōgama-Wasserfall.
| Name                    | Japanischer Name                                  | Fallhöhe         | Koordinaten                   | Bild                                                   |
| ----------------------- | ------------------------------------------------- | ---------------- | ----------------------------- | ------------------------------------------------------ |
| Todoroki-Hon-Wasserfall | 轟本滝 Todoroki-hondaki                           | 58 m             | 33° 41′ 52″ N, 134° 15′ 15″ O | Shintō-Schrein am Todoroki-Hon-Wasserfall (轟本滝神社) |
| Nijū-Wasserfall         | 二重の滝 Nijū-no-taki („doppelter Wasserfall“)    | 10 m             | 33° 41′ 52″ N, 134° 15′ 15″ O |                                                        |
| Yokomi-Wasserfall       | 横見の滝 Yokomi-no-taki („seitlicher Wasserfall“) | 15 m             | 33° 41′ 52″ N, 134° 15′ 15″ O |                                                        |
| Funa-Wasserfall         | 船滝 Funa-taki                                    | 8 m (zweistufig) |                               |                                                        |
| Marubuchi-Wasserfall    | 丸渕滝 Marubuchi-taki                             | 12 m             | 33° 41′ 52″ N, 134° 15′ 15″ O |                                                        |
| Torigaeshi-Wasserfall   | 鳥返滝 Torigaeshi-taki                            | 20 m             | 33° 41′ 52″ N, 134° 15′ 15″ O |                                                        |
| Nabewari-Wasserfall     | 鍋割滝 Nabewari-taki („Topf-Wasserfall“)          | 15 m             | 33° 41′ 52″ N, 134° 15′ 15″ O |                                                        |